# Lenno
Lenno is een gemeente in de Italiaanse provincie Como (regio Lombardije) en telt 1800 inwoners (31-12-2004). De oppervlakte bedraagt 9,6 km², de bevolkingsdichtheid is 198 inwoners per km².

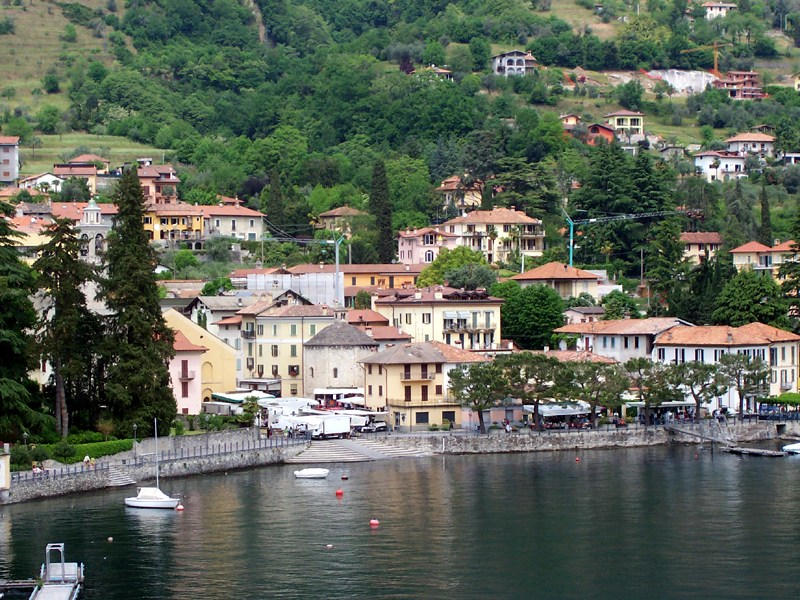
Lenno
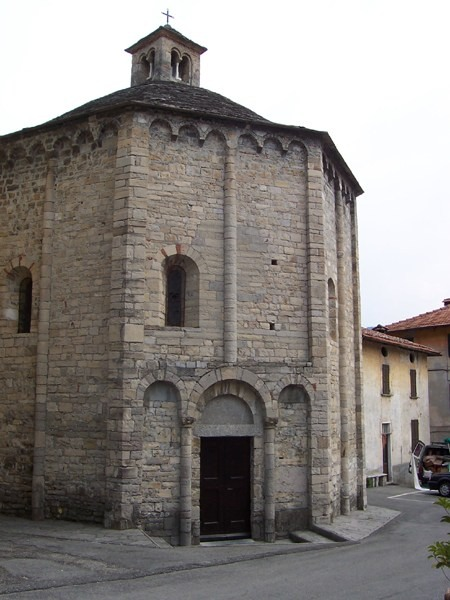
Baptisterium in Lenno
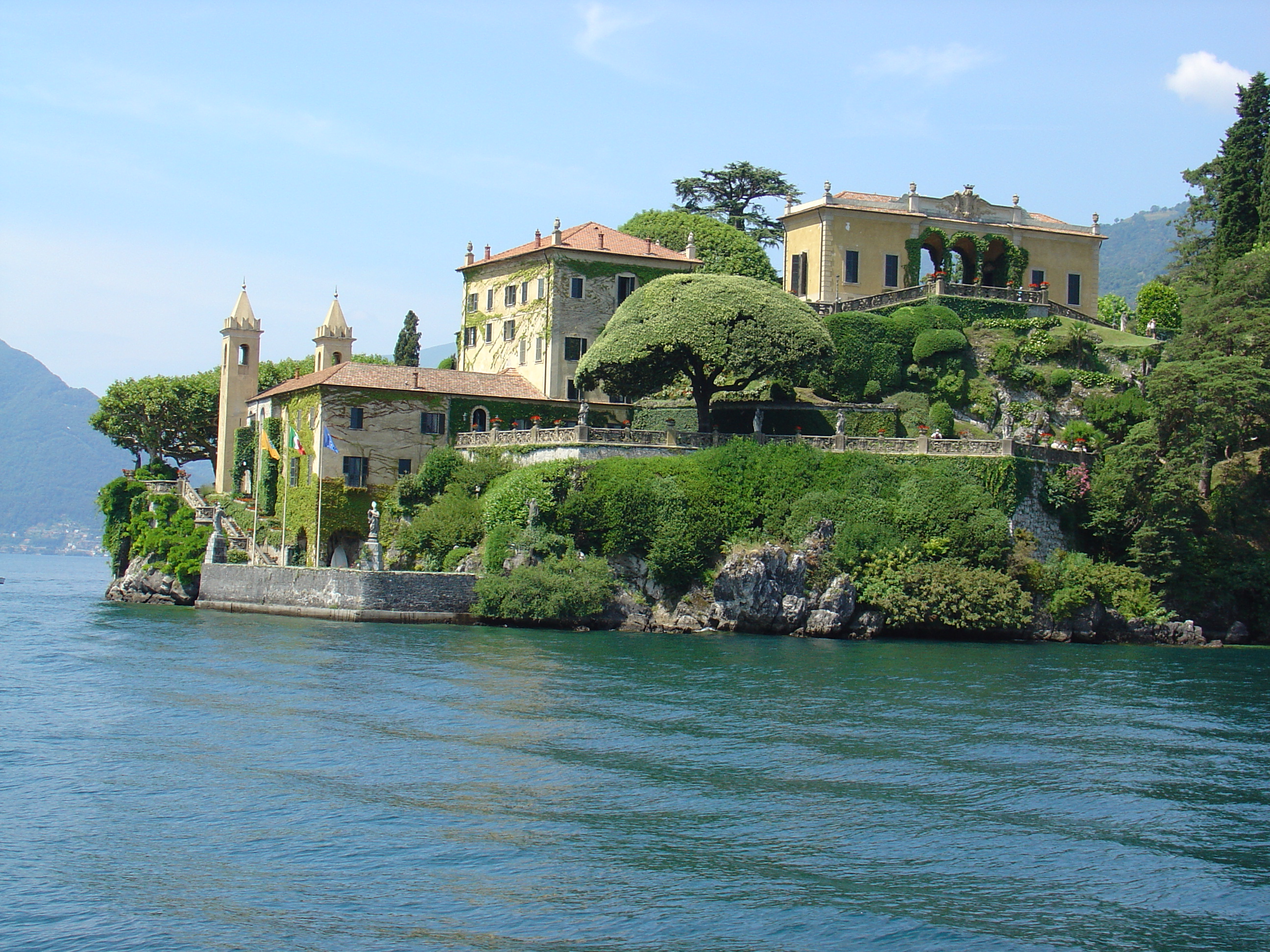
Villa Balbianello, gemeente Lenno

## Demografie
Lenno telt ongeveer 737 huishoudens. Het aantal inwoners steeg in de periode 1991-2001 met 10,9% volgens cijfers uit de tienjaarlijkse volkstellingen van ISTAT.
| Jaar | Inwoneraantal |
| ---- | ------------- |
| 1991 | 1611          |
| 2001 | 1786          |

## Geboren
- Oscar Cantoni (1950), rooms-katholiek bisschop

## Geografie
Lenno grenst aan de volgende gemeenten: Bellagio, Bene Lario, Grandola ed Uniti, Lezzeno, Mezzegra, Ossuccio, Porlezza, Tremezzo.